# La Question
La Question és una pel·lícula francesa del 1977 dirigida per Laurent Heynemann, amb un guió adaptat del llibre La Question d'Henri Alleg. Alleg és representat a la pel·lícula per la figura d'Henri Charlègue, paper interpretat per Jacques Denis.
A causa de les escenes de tortura, en la seva estrena fou classificat per a major de 18 anys.

## Sinopsi
L’agost de 1956, en plena guerra d'Algèria, els poders especials ja havien estat votats durant sis mesos, mentre que les cèl·lules del FLN i les milícies partidistes de l’Algèria francesa s'enfronten cada cop més violentament. Henri Charlègue (Jacques Denis) és el director d’Alger démocratique (el nom del qual està inspirat en el diari Alger Républicain), diari comunista, ara prohibit. Amb la resta de membres de la redacció, viuen i es reuneixen amagats a Alger, on continuen publicant el seu diari.
El 8 de gener de 1957, el general Jacques Massu (a la pel·lícula "General Martin"), comandant de la Xa Divisió de Paracaigudes, va entrar a la ciutat amb 8.000 paracaigudistes, amb la missió de pacificar Alger. Proclama la llei marcial. Les cerques i detencions se succeeixen. L'11 de juny de 1957, el matemàtic Maurice Oudinot, un partidari "legal" de la causa algeriana, va ser arrestat. L'endemà, Henri Charlègue truca a la porta del seu amic Oudinot, l'arrest del qual desconeix. A continuació, és recollit pels paracaigudistes. Va ser portat a un centre d'interrogatoris, a les ordres del tinent Carbonneau (Jean-Pierre Sentier), on va ser torturat durant diversos dies.
Mentre que la detenció de Charlègue i Oudinot continuava, les seves dones van prendre molts passos per veure-les, però en va. Durant un interrogatori, Oudinot mor d'esgotament. La seva mort es camufla com una fuga. Al mateix temps, l'esposa de Charlègue va ser expulsada a la metròpoli.
Els interrogatoris acaben i Charlègue és traslladat a la presó. És allà on, mitjançant un subterfugi, escriurà el relat del que ha viscut des de la seva detenció. El document s'editarà com un llibre anomenat La Question.
Després de tres anys de detenció preventiva, Charlègue és jutjat a Rennes. El 4 d'octubre de 1961 va escapar de la infermeria de la seva presó. Sis mesos després es va promulgar la llei d'amnistia de 1962 sobre els actes comesos durant la guerra d'Algèria, ja fos per la FLN, l'OAS o els militars francesos. Per tant, serà impossible processar els soldats implicats en les accions descrites en el llibre de Charlègue.

## Repartiment
- Jacques Denis: Henri Charlègue (inspirat en Henri Alleg, membre del PCF)
- Nicole Garcia: Agnès Charlègue
- Jean-Pierre Sentier :Tinent Carbonneau
- Françoise Thuries: Josette Oudinot
- Christian Rist: Maurice Oudinot (inspirat en Maurice Audin, matemàtic, membre del PCA)
- Michel Beaune: Professor Fayard
- Djéloul Beghoura: Hamid
- Jean Benguigui: Claude
- Maurice Bénichou: Vincent
- Roland Blanche: Derida
- Jacques Boudet: Comandant Roch
- Christian Bouillette: Gargouille
- Gilbert Costa: Garnero
- Jean-Claude de Goros: Brull
- François Dyrek: Tinent Herbelin (inspirat en el tinent Philippe Erulin)
- Michel Fortin: Le policier arrestation
- Jacques Frantz: Tinent Lamaze
- Jean-Marie Galey: Metge de Rennes
- Jacqueline Huppert: Infermera de Rennes
- François Lalande: Maître Michaeli
- Henri Marteau: Colonel Treguier
- Irène Moucan: Mme Capolongo
- Jean Le Mouël: Le gardien-chef Barberousse
- Olivia Orlandi: Mme Ferrer
- Robert Party: General Martin (inspirat en el general Jacques Massu)
- Fred Personne: Comandant Massot
- Jacky Pratoussy: El tolosà
- Georges Riquier: Toutain
- Pierre Rousseau: Capità Fouquet
- André Rouyer: Capità Lavisse (inspirat en l capità Devis)
- Gérard Surugue: El parisenc
- Pierre Valde: El president assassinat
- Pierre Berrou : Un militar
- Philippe Chauveau

## Guardons
La pel·lícula, dedicada a la memòria de Maurice Audin, va rebre el premi especial del jurat al Festival Internacional de Cinema de Sant Sebastià 1977.